# پابلو مونتس (دونده)
پابلو مونتس (اسپانیایی: Pablo Montes‎; ۲۳ نوامبر ۱۹۴۵ – ۲۶ اکتبر ۲۰۰۸) دونده اهل کوبا بود.
وی در مسابقات کشوری و بین‌المللی در مجموع برندهٔ ۲ مدال طلا، ۲ مدال نقره، ۲ مدال برنز شده‌است.